# Zedlitz
Zedlitz è un comune di 729 abitanti della Turingia, in Germania.
Appartiene al circondario (Landkreis) di Greiz (targa GRZ) ed è parte della comunità amministrativa (Verwaltungsgemeinschaft) di Münchenbernsdorf.

## Storia
Il 1º dicembre 1991 venne aggregato al comune di Zedlitz il comune di Wolfsgefärth.